# Мане, Огюст
Огюст Мане (фр. Auguste Manet; 1797, Женвилье — 1862, Париж) — французский юрист, отец художника Эдуарда Мане.

## Биография
Огюст Мане был сыном помещика и строителя дамб Клемана Мане (Clément Manet) и после обучения стал юристом на государственной службе. Был начальником отделения во французском министерстве юстиции, а также советником при дворе и рыцарем Ордена Почётного легиона.
18 января 1831 года женился на Эжени-Дезире Фурнье (Eugénie-Desirée Fournier), дочери дипломата Жозе-Антуана-Эннемо Фурнье (Joseph-Antoine-Ennemond Fournier). 23 января 1832 года у них родился сын, будущий живописец Эдуар Мане.